# Prasutagus
Prasutagus (circa 10 v.Chr. - circa 60) was koning van de Britse stam de Iceni. In zijn tijd begon de verovering van Brittannië door de Romeinen. 
De houding van Prasutagus tegenover de binnenvallende Romeinen lijkt een pragmatische te zijn geweest. Na een opstand van de Iceni in 47 werd hij - wellicht als pro-Romeinse bestuurder - geïnstalleerd als leider van de Iceni. Zijn volk beleefde dan ook tijdens zijn regeerperiode een relatief grote onafhankelijkheid. Dat veranderde bij zijn dood. Prasutagus had testamentair vast laten leggen dat een deel van zijn erfenis naar keizer Nero zou gaan (wat gebruikelijk was voor een ondergeschikte vorst aan de Romeinse keizer) en een deel naar zijn dochters. Dit laatste was bepaald niet gebruikelijk en de Romeinen reageerden ongewoon hard op het moment dat het testament van Prasutagus daadwerkelijk geëffectueerd werd. Al het land van de edelen van de Iceni werd geconfisqueerd en Prasutagus's weduwe Boudicca werd publiek gegeseld en zijn dochters werden verkracht door Romeinse soldaten. Dit uiterst gewelddadige optreden van de Romeinen zou uiteindelijk leiden tot de opstand van de Iceni onder leiding van Boudicca. Boudicca versloeg het Legio IX Hispana onder Quintus Petillius Cerialis bij Camulodunum, nu Colchester en verwoestte Londinium, nu Londen, maar werd verslagen in de Slag tussen Boudicca en Paulinus.  
Dat Prasutagus een belangrijke vorst was blijkt uit het feit dat er munten zijn geslagen met zijn naam en afbeelding erop. De erop vermelde tekst luidt SVB Ri Prasto en Esico Fecit. Wellicht is hier sprake van een combinatie van Keltisch en Latijn zodat de vertaling zoiets is als Onder koning Prasto, Esico heeft mij gemaakt. Prasto staat dan voor Prasutagus en Esico is de smid die de munten geslagen heeft.